# Anna Tsombanis
Anna Tsombanis (* 1994 in Berlin) ist eine deutsche Jazzmusikerin (Tenorsaxophon, Komposition).

## Leben und Wirken
Tsombanis, die in einem musikalischen Elternhaus mit Jazz aufwuchs, begann mit zwölf Jahren, Saxophon-Unterricht bei Andreas Dormann zu nehmen. Als Schülerin sammelte sie erste Ensembleerfahrungen, insbesondere in Big Bands. Im Berlin Jazz Composers Orchestra JayJayBeCe unter der Leitung von Christof Griese war sie auf Tournee in Mexiko. Ab 2013 absolvierte sie ihr Jazz-Bachelorstudium an der Musikhochschule Dresden bei Finn Wiesner. Für ihr Masterstudium bei Andy Middleton zog sie 2017 nach Wien (Abschluss an der Musik und Kunst Privatuniversität der Stadt Wien 2020). Daneben gehörte sie zunächst zum LandesJugendJazzorchester Brandenburg unter der Leitung von Jiggs Whigham und war 2018/19 Mitglied im Bundesjazzorchester mit Nils Klein als künstlerischem Leiter.
Weiterhin in Wien lebend ist Tsombanis mittlerweile in der österreichische Jazzszene verankert, wo sie mit Mario Gonzi, Oliver Kent, Roman Schwaller sowie Daniel Nösig arbeitete. Mit dem Schweizer Bassisten Andreas Waelti und dem österreichischen Schlagzeuger Valentin Duit bildete sie ihr Trio und legte 2021 ihr Album Nikolaos vor. Auf ihrem zweiten Album Essentials (Unit Records, 2025), das sie auch bei den Jazztagen Dübendorf vorstellte, lotete sie in einer Quartettbesetzung mit zwei Kontrabässen (Beate Wiesinger, Andreas Waelti) mit Schlagzeug (Herbert Pirker) ihre Vorliebe zu den tiefen Tönen als eine Art „Gegenmodell zur strukturellen Gestresstheit der Harmonik“ aus: „Die Stücke strahlen eine lebendige Frische, aber auch ein Höchstmaß an feiner Kommunikation aus.“ Sie ist auch auf Alben mit der Hans Anselm Big Band und Ralph Mothwurf zu hören.

## Preise und Auszeichnungen
Tsombanis ist Preisträgerin bei internationalen Wettbewerben; beim Marianne Mendt Jazzfestival wurde sie 2017 als bestes Nachwuchstalent ausgezeichnet.